# Agathe Backer-Grøndahl
Agathe Ursula Backer Grøndahl (Holmestrand, 1º dicembre 1847 – Ormøya, 4 giugno 1907) è stata una pianista e compositrice norvegese. Nel 1875 sposò il direttore d'orchestra e insegnante di canto Olaus Andreas Grøndahl ed in seguito fu generalmente nota come Agathe Backer Grøndahl. Anche suo figlio Fridtjof Backer-Grøndahl (1885-1959) è stato pianista e compositore ed ha promosso le composizioni di sua madre nei suoi concerti.

## Biografia
Agathe Ursula Backer nacque a Holmestrand nel 1847, in una famiglia benestante e amante dell'arte, seconda di quattro sorelle, tutte dotate per il disegno e la musica. Nel 1857 si trasferì con la sua famiglia a Christiania, dove studiò con Otto Winther-Hjelm, Halfdan Kjerulf e Ludvig Mathias Lindeman. Tra il 1865 e il 1867 divenne allieva di Theodor Kullak e studiò composizione con Richard Wuerst all'Akademie der Tonkunst di Berlino, dove visse insieme alla sorella Harriet Backer. Lì conquistò la fama con la sua interpretazione del Concerto "Imperatore" di Beethoven.

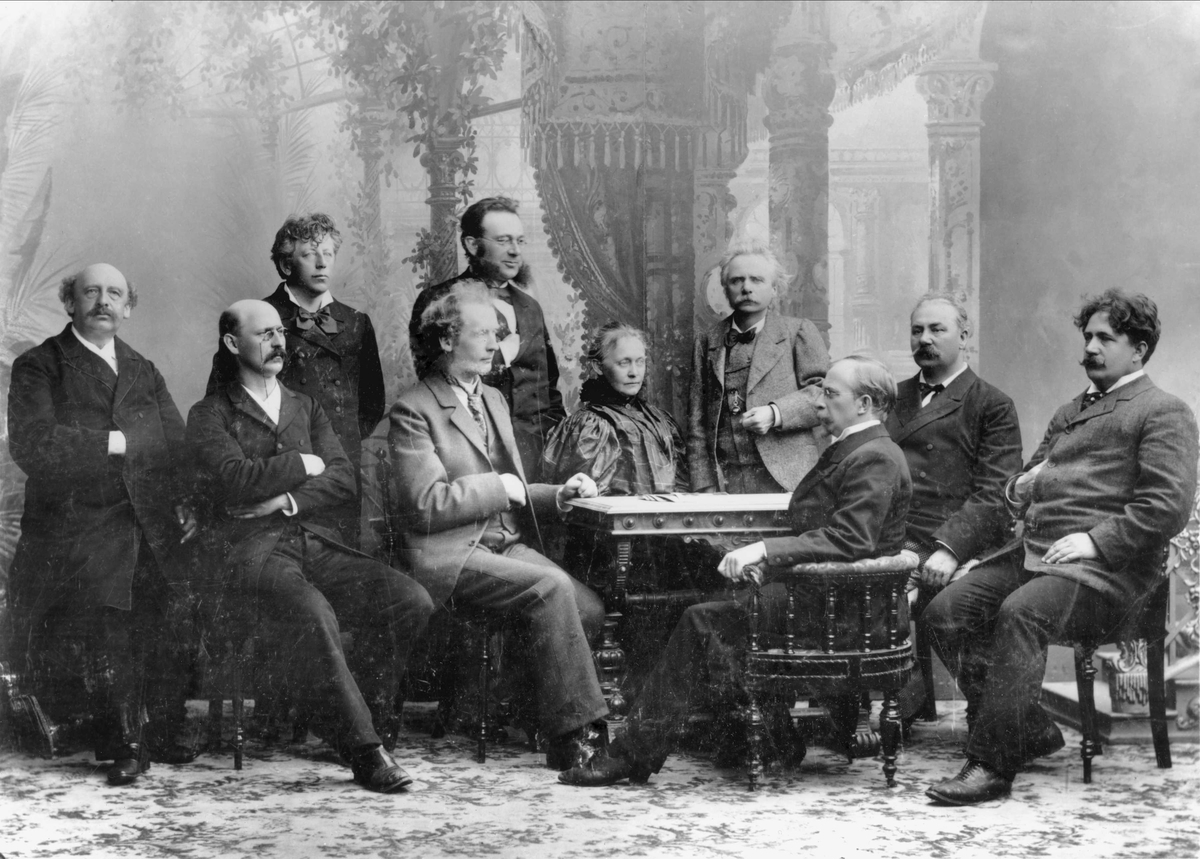
Festival musicale di Agnes Nyblin nel 1898 a Bergen. Da sinistra a destra: Christian Cappelen, Catharinus Elling, Ole Olsen, Gerhard Rosenkrone Schelderup, Iver Holter, Agathe Backer Grøndahl, Edvard Grieg, Christian Sinding, Johan Svendsen e Johan Halvorsen

Nel 1868 debuttò con Edvard Grieg, all'età di 26 anni, come direttore della Philharmonic Society. Una raccomandazione di Ole Bull portò a ulteriori studi con Hans von Bülow a Firenze nel 1871. Più tardi nello stesso anno suonò alla Gewandhaus di Lipsia, diventando allievo di Franz Liszt a Weimar nel 1873. Nel 1875 sposò il celebre insegnante di canto Herr Grondahl di Christiania e durante la seconda metà degli anni settanta dell'Ottocento costruì un'eccezionale carriera di pianista con una serie di concerti nei paesi nordici, suonando con un grandissimo successo anche a Londra e Parigi.
Nel 1889 e nel 1890 diede concerti a Londra e Birmingham con un programma ad ampio raggio, incluso il concerto per pianoforte di Grieg. Successivamente fu proclamata uno dei più grandi artisti di pianoforte del secolo da George Bernard Shaw, che sottolineò anche la sensibilità, la simmetria e l'economia artistica delle sue composizioni. Al World Exhibition di Parigi nel 1889 ripeté il suo successo con la sua brillante interpretazione del concerto per pianoforte di Grieg. Fu allora che iniziò a soffrire di problemi nervosi, anche se alla fine riprese la sua carriera artistica come pianista. Più tardi nel 1890 divenne quasi completamente sorda. Diede i suoi ultimi concerti in Svezia e Finlandia nell'autunno del 1901. Poi si ritirò per insegnare.

### Stile di insegnamento
Come insegnante ebbe un notevole successo e influenza. I suoi figli studiarono sotto di lei e sono annoverati tra i suoi allievi dotati. Fu autrice di molte canzoni e di una grande quantità di musica per pianoforte e sia come pianista che come compositrice è tra le prime della musica moderna in Norvegia. Agathe Backer Grøndahl morì nella sua casa di Ormøya, fuori Christiania, all'età di 59 anni. Oggi è ricordata principalmente per le sue canzoni e i pezzi per pianoforte.

### Stile compositivo
Agathe Backer Grondahl ha giocato un ruolo importante nel periodo spesso chiamato l'età d'oro della storia della musica norvegese. Compose in totale circa 400 pezzi tra cui settanta numeri di opera e fu un personaggio di primo piano nella scena musicale norvegese essendo una cara amica di Edvard Grieg. Le sue precedenti composizioni sintetizzavano le idee pianistiche e stilistiche predominanti nell'Europa del 1850. Nei suoi ultimi anni, tuttavia, il suo stile trasformò e anticipò alcune idee impressionistiche del primo Novecento, che alla fine portarono la compositrice Pauline Hall a definirla il primo vero impressionista norvegese.

## Lista dei lavori

### Canzoni
- 3 Canzoni, Op. 1, (1868–9)
- 5 Canzoni, Op. 2, (1871)
- 5 Canzoni, Op. 3, (1870–73)
- 7 Canzoni, Op. 4, (1869–74)
- 4 Canzoni, Op. 5, (1871–2)
- 6 Canzoni, Op. 6 (1867–71)
- Summer Life, 4 Canzoni, Op. 7
- 5 Canzoni, Op. 8 (1871–6)
- 6 Canzoni, Op. 9 (1871–9)
- 4 Canzoni, Op. 10 (1871–5)
- 5 Canzoni, Op. 12 (1879)
- 5 Canzoni, Op. 13 (1881)
- 6 deutsche Lieder, Op. 14
- 6 Canzoni, Op. 16
- Songs at Sea, Op. 17 (1884)
- 7 Folkeviser og Romanser, Op. 18
- Serenade, Op. 21 (1888)
- 5 Canzoni, Op. 23 (1888)
- 6 Canzoni, Op. 26 (1890)
- 6 Canzoni, Op. 27 (1890)
- Chant de Noces: Bryllupsmorgen, Op. 28 (1890)
- 10 Canzoni, Op. 29, (1892)
- 10 Canzoni, Op. 31, (1894)
- Norske folkeviser, arrangements, Op. 34 (1894)
- The Night is Calm, Old Folks Waltz, Op. 40 (1897)
- 5 Canzoni, Op. 41 (1897)
- The Child's Spring Day, ciclo di canzoni, Op. 42 (1899)
- 8 kjaempeviser, Op. 43 (1896–7)
- 20 folke- og skjaemteviser, Op. 43 (1896–7)
- 5 Canzoni, Op. 46, (1897–9)
- 2 Sange fra havet, Op. 48
- 3 Sange i moll, Op. 49
- Sommer (Jynge), 8 Canzoni, Op. 50 (1899)
- 12 folkeviser og melodier fra fremmede lande, Op. 51 (1902)
- The Mother Sings, 8 Songs, Op. 52 (1900)
- Sydover 6 Songs, Op. 54 1900
- Ahasverus, 6 Songs, Op. 56 (1900)
- 6 deutsche Liebeslieder aus der Jugend, Op. 60 (1869–1900)
- Clover Field, Op. 62 (1901)
- 4 Canzoni, Op. 65 (1901–4)
- One more Glimpse, Op. 70 (1907)

### Piano solo
- 6 concert-etuder, Op. 11 (1881)
- 3 morceaux, Op. 15 (1882)
- 4 skizzer, Op. 19 (1886);
- Suite, 5 movements Op. 20 (1887)
- 3 études, Op. 22 (1888)
- 6 idylles, Op. 24 (1888)
- 3 klaverstykker, Op. 25 (1890)
- Norske folkeviser og folkedanse, Op. 30 (1891)
- 3 études de concert, Op. 32 (Copenaghen, 1895)
- Norske folkeviser og folkedanse, Op. 33 (1894)
- 3 klaverstykker, Op. 35 (1894)
- Fantasistykker, Op. 36 (1895)
- Serenade, Op. 37 (1896)
- 3 ungarske studier, Op. 38 (1896)
- Fantasistykker, Op. 39 (1896)
- In the Blue Mountain, fairytale suite, 6 pieces, Op. 44 (1897)
- Fantasistykker, Op. 45 (1897)
- Etudes de concert, Op. 47 (Copenaghen, 1901)
- 3 klaverstykker, Op. 53 (1900)
- Smaa fantasistykker, Op. 55 (1902)
- Etudes de concert, Op. 57 (Copenaghen, 1903)
- Concert-études, Op. 58 (Copenaghen, 1903)
- 6 klaverstykker, Op. 59 (1903)
- Prélude, Op.61, No. 1 (Copenaghen, 1904)
  - Grand menuet, Op.61, No. 2
- Lettere fantasistykker, Op. 63 (Copenaghen, 1904)
- Danse burlesque, Op.64, No. 1 (1905)
  - Valse caprice, Op.64, No. 2
- Barnlige Billeder [Children Pictures], 6 fantasias, Op. 66 (1905)
- 2 klaverstykker, Op. 68 (1907)
- 3 klaverstykker, Op. 69 (1907)

## Discografia
- Kirsten Flagstad-Songs (1994)
- Kirsten Flagstad Early Recordings 1914-1941 (1995)
- The Danish Nightingale (1995)
- Povla Frijsh - The Complete Recordings (1995)
- Women Composers (1996)
- Women's Voices: Five Centuries of Song (1997)
- Norsk Romances (2000)
- Bravourisimo - Wiener Boheme Quartett (2000)
- Agathe Backer Grøndahl (2000)
- Agathe Backer Grøndahl: Piano Music (2001)
- Norwegian Classical Favorites (2004)
- Women's Work: Solo Piano Music (2006)
- Noel (2006)
- Agathe Backer Grøndahl: Complete Piano Music, Vols. 1 - 5: Natalia Strelchenko (2007)